# Cassidy Lake
Cassidy Lake är en sjö i Kanada.   Den ligger i provinsen New Brunswick, i den sydöstra delen av landet, 800 km öster om huvudstaden Ottawa. Cassidy Lake ligger 123 meter över havet. Arean är 0,89 kvadratkilometer. Den sträcker sig 1,0 kilometer i nord-sydlig riktning, och 1,6 kilometer i öst-västlig riktning.
I omgivningarna runt Cassidy Lake växer i huvudsak blandskog. Trakten runt Cassidy Lake är nära nog obefolkad, med mindre än två invånare per kvadratkilometer.